# Harold Riedewald
Cornelis Harold Riedewald  (12 januari[1] 1933 — Paramaribo, 8 december 1982) was een Surinaams advocaat. Hij werd op 49-jarige leeftijd een van de vijftien slachtoffers van de Decembermoorden.

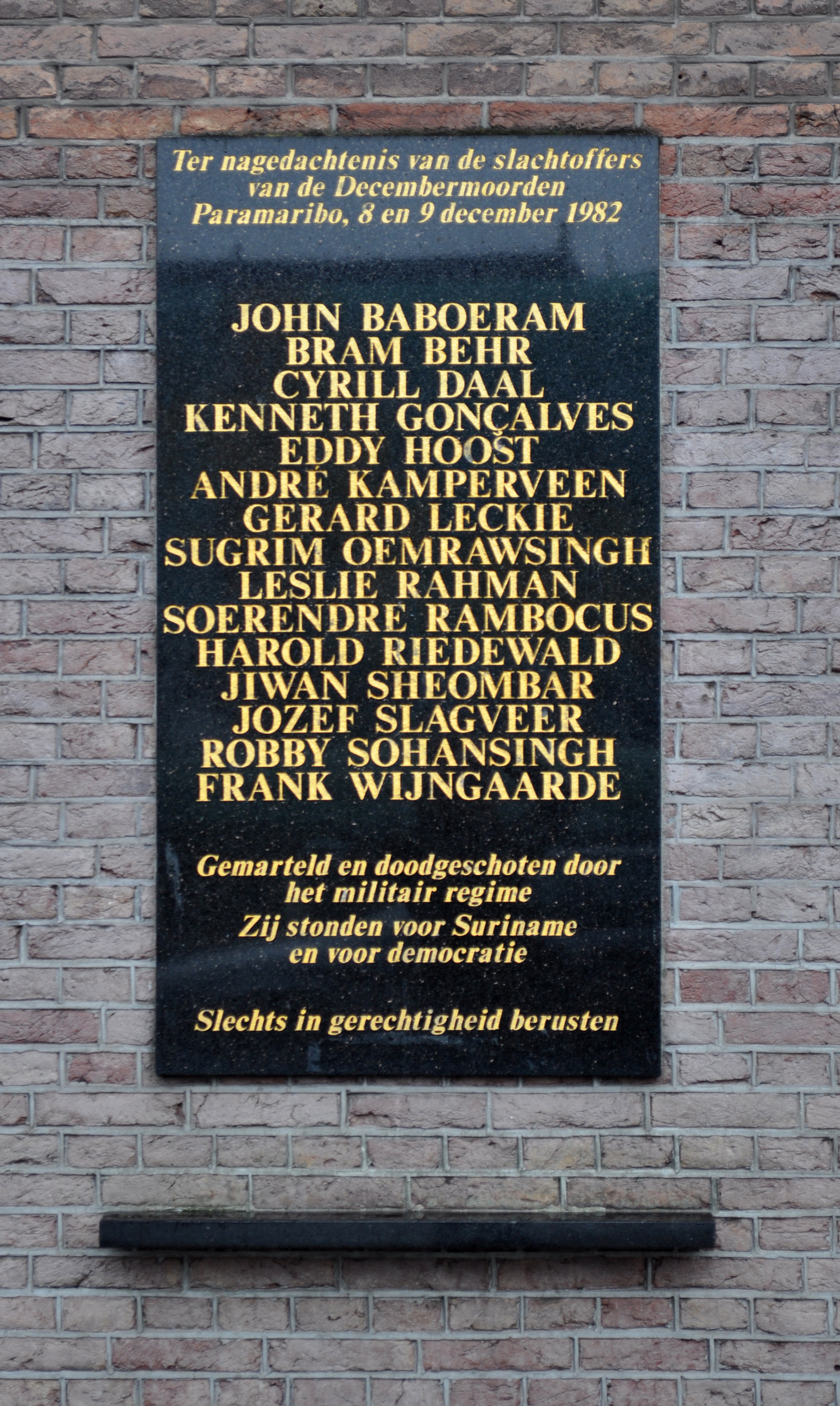
Herdenkingsplaquette in Amsterdam met de namen van de slachtoffers van de Decembermoorden

Als kind uit een vrij arm gezin had Riedewald al jong belangstelling voor het thema rechtvaardigheid. Hij had ook nog een andere kant: hij was entertainer en gedreven toneelspeler, en stond al in zijn studietijd regelmatig op het podium. Net als Eddie Hoost was hij door Hugo Pos opgeleid aan de Surinaamse Rechtsschool; vooral publiek- en strafrecht hadden zijn interesse. Ze waren ook beiden lid van het toneelgezelschap Thalia waarvan Pos voorzitter was.
Riedewald werd substituut-officier en later officier van justitie, maar het aanklagen, beschuldigen en veroordeeld krijgen van mensen lag hem niet erg. Hij stapte over naar het bedrijfsleven en werd president-commissaris van Interfood. In die positie richtte hij zich op het stimuleren van kleine industriële bedrijven die zich met lokale productie bezighouden.
Na de Sergeantencoup in februari 1980 verloor hij zijn werk. De militairen bepaalden de rechtspleging. Hij had intussen een vrouw, Jenny Karamat Ali (de latere Jenny Goedschalk), vier kinderen en een pleegkind.
Op 11 maart 1982 werd een Rambocuscoup gepleegd door Soerinder Rambocus met Wilfred Hawker en Jiwansingh Sheombar. De samenzweerders werden gearresteerd en beschuldigd van couppoging. Er volgde een proces voor de krijgsraad, dat volgens de advocaten een illegaal schijnproces was. Samen met John Baboeram en Eddy Hoost nam Riedewald de verdediging op zich van de verdachten, waaronder Rambocus. De advocaten betoogden dat de couppoging van Rambocus tegen het regime-Bouterse niet onwettig kon zijn, omdat dit regime zelf langs niet-wettige weg aan de macht was gekomen; een verdediging die hen aan de hand was gedaan door Gerard Spong. Riedewald waarschuwde in zijn pleidooi dat geweld meer geweld uitlokt: "De huidige machthebbers hebben langs de weg van geweld de macht aan zich getrokken. Is het dan onlogisch dat deze weg ook door anderen wordt gevolgd?". Dit viel slecht bij Bouterse en de andere militaire machthebbers, die Riedewald een opruier noemen. In november 1982 werd Rambocus veroordeeld tot 12 jaar cel. Hij werd opgesloten in Fort Zeelandia, waar ook Sheombar terechtkwam.
In de vroege ochtend van 8 december werd Riedewald door militairen van zijn bed gelicht en naar Fort Zeelandia overgebracht. Hier werd hij in de loop van de dag geëxecuteerd. In het mortuarium werd later geconstateerd dat Riedewald door zijn rechterslaap was geschoten en zware verwondingen aan de linkerzijde van zijn hals had. Hij werd op 13 december begraven op protestantse begraafplaats Mariusrust in Paramaribo.
De lezing van de machthebbers van destijds was dat Riedewald, met Baboeram en Hoost de gevangenen Rambocus en Sheombar wilden bevrijden om samen een nieuwe coup te plegen rond kerst.

## Trivia
In 1978 kocht Riedewald de plantage Voorburg, die hij vervolgens verkavelde en verkocht.

## Opmerkingen
Niet alle bronnen spreken van Cornelis Harold Riedewald geboren op 12 januari 1933; volgens sommige bronnen heet hij Harold Cornelis Riedewald en is hij geboren op 12 februari 1933.
John Baboeram ·
Bram Behr ·
Cyrill Daal ·
Kenneth Gonçalves ·
Eddy Hoost ·
André Kamperveen ·
Gerard Leckie ·
Sugrim Oemrawsingh ·
Lesley Rahman ·
Soerinder Rambocus ·
Harold Riedewald ·
Jiwansingh Sheombar ·
Jozef Slagveer ·
Robby Sohansingh ·
Frank Wijngaarde